# Renealmia fragilis
Renealmia fragilis är en enhjärtbladig växtart som beskrevs av Paulus Johannes Maria Maas. Renealmia fragilis ingår i släktet Renealmia och familjen Zingiberaceae. Inga underarter finns listade i Catalogue of Life.